# Reece City
Reece City est une ville du comté d'Etowah, en Alabama, aux États-Unis,.
Les premiers pionniers se sont installés dans la région en 1835. La ville est incorporée en mai 1956.

## Démographie
| 1960 | 1970 | 1980 | 1990 | 2000 | 2010 |
| ---- | ---- | ---- | ---- | ---- | ---- |
| 470  | 496  | 718  | 657  | 634  | 653  |

## Source de la traduction
- (en) Cet article est partiellement ou en totalité issu de l’article de Wikipédia en anglais intitulé « Reece City, Alabama » (voir la liste des auteurs).